# Andrzej Górski (zm. 1626)
Andrzej Górski herbu Nałęcz (zm. 1626) – wojewoda mazowiecki w 1624 roku, podskarbi nadworny koronny w latach 1619–1624, kasztelan kamieniecki w latach 1619–1624, kasztelan halicki w latach 1618–1619, podsędek kamieniecki w latach 1602–1615, starosta owrucki w latach 1617–1624, starosta strzelecki około 1605 roku, dyplomata.
7 października 1606 roku podpisał ugodę pod Janowcem. W czasie rokoszu Zebrzydowskiego poparł króla Zygmunta III, wysyłany przezeń dwukrotnie jako delegat do rokowań z rokoszanami. W 1613 wysłany z poselstwem do Imperium Osmańskiego. Mianowany administratorem żup wielickich w 1620.